# Gornje Cerovo
Gornje Cerovo é uma vila localizada no município de Brda na Eslovênia. Possuía uma população estimada de 337 habitantes em 2020.